# دایرکت‌تی‌وی

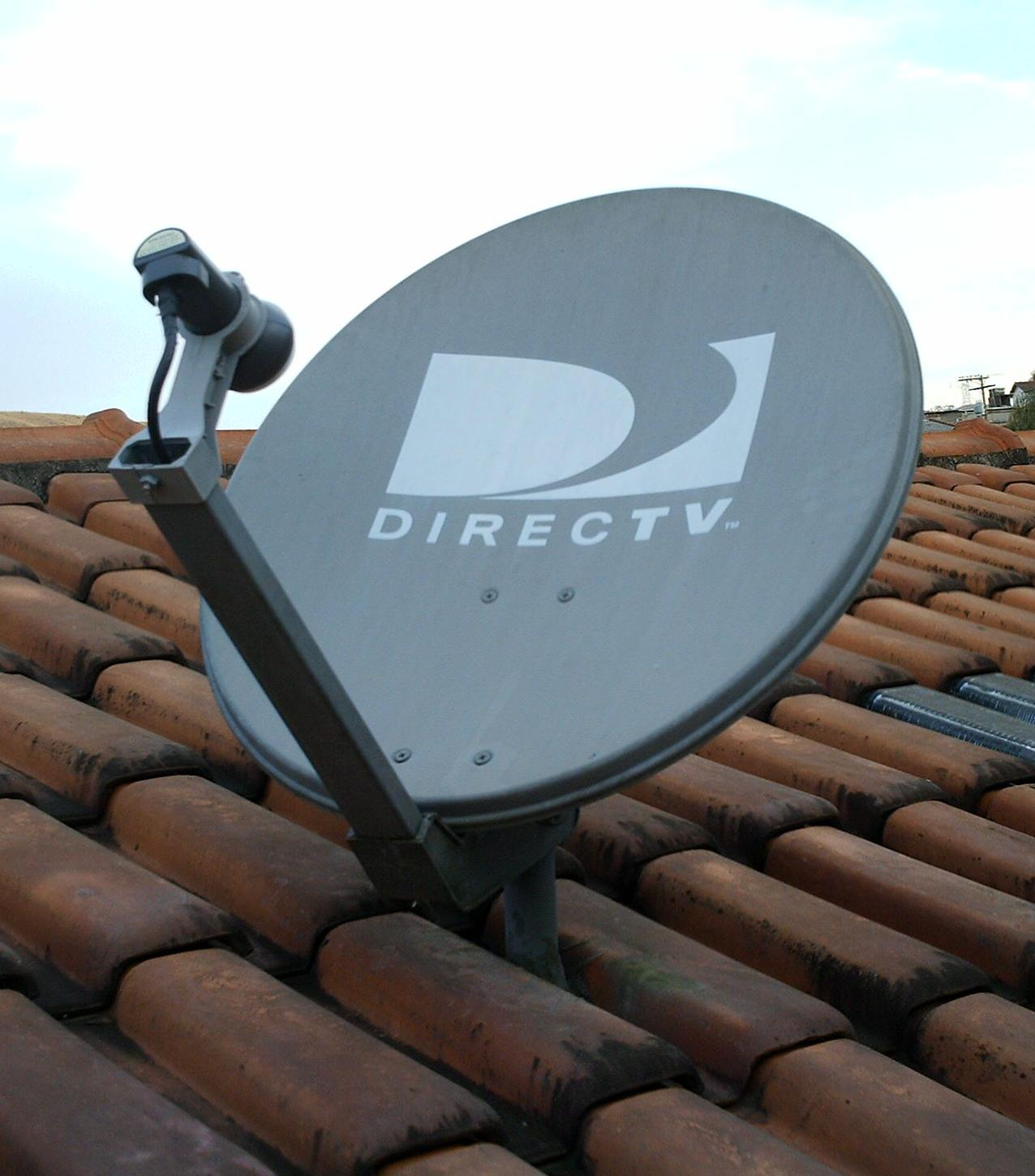
نمونه‌ای از دیش‌های دایرکت تی وی

دایرک تی‌وی، (به انگلیسی: DirecTV) شرکت آمریکایی ارائه‌دهنده خدمات پخش مستقیم ماهواره‌ای است، که مرکز ارائه خدمات آن، در شهر ال سگوندو، کالیفرنیا مستقر می‌باشد.
دایرک تی‌وی، خدمات ماهواره‌ای خود را، در تاریخ ۱۷ ژوئن سال ۱۹۹۴ راه‌اندازی نمود، که از طریق آن، تمامی ۵۰ ایالت، ایالات متحده آمریکا را تحت پوشش خدمات دیجیتال تلویزیون ماهواره‌ای قرار می‌داد.
رقبای اصلی این شرکت، عبارتند از: دیش نتورک و ارائه‌دهندگان تلویزیون‌های کابلی. در پایان سال ۲۰۱۱ تعداد مشترک‌های شرکت دایرک تی‌وی بیش از ۱۹٬۸۹۰٬۰۰۰ مشترک، اعلام شد.